# Lista odcinków serialu 90210

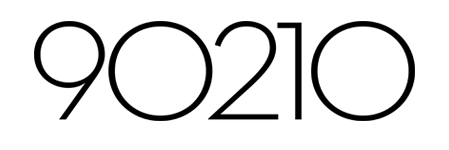
Logo serialu 90210.

Poniżej znajduje się lista odcinków serialu 90210 – emitowanego w amerykańskiej telewizji The CW od 2 września 2008 r., a w Polsce przez stację Fox Life (serie 1-4) od 13 kwietnia 2009 r. i Polsat (serie 1-2) od 13 września 2009 r. Od 2 lipca 2013 r. serial można oglądać na kanale AXN Spin.
W sumie powstało 114 odcinków zawartych w 5 sezonach i jeden odcinek specjalny.

## Przegląd serii
| Seria | Seria | Odcinki | Oryginalna emisja   | Oryginalna emisja | Oryginalna emisja | Oryginalna emisja    | Wydania DVD         | Wydania DVD          | Wydania DVD     |
| Seria | Seria | Odcinki | Premiera            | Finał             | Premiera          | Finał                | Region 1            | Region 2             | Region 4        |
| ----- | ----- | ------- | ------------------- | ----------------- | ----------------- | -------------------- | ------------------- | -------------------- | --------------- |
|       | 1     | 24      | 2 września 2008     | 19 maja 2009      | 13 kwietnia 2009  | 29 czerwca 2009      | 11 sierpnia 2009    | 17 sierpnia 2009     | 7 kwietnia 2011 |
|       | 2     | 22      | 8 września 2009     | 18 maja 2010      | 23 kwietnia 2010  | 2 lipca 2010         | 24 sierpnia 2010    | 6 sierpnia 2010      | 21 lipca 2011   |
|       | 3     | 22      | 13 września 2010    | 16 maja 2011      | 9 stycznia 2012   | 19 marca 2012        | 30 sierpnia 2011    | 15 sierpnia 2011     | 18 lipca 2012   |
|       | 4     | 24      | 13 września 2011    | 15 maja 2012      | 30 lipca 2012     | 15 października 2012 | 2 października 2012 | 1 października 2012  | 6 marca 2013    |
|       | 5     | 22      | 8 października 2012 | 13 maja 2013      | nieemitowany      | nieemitowany         | 8 października 2013 | 14 października 2013 | 5 marca 2014    |
|       | S     | 1       | 13 maja 2013        | 13 maja 2013      | nieemitowany      | nieemitowany         | 8 października 2013 | 14 października 2013 | 5 marca 2014    |

## Seria 1: 2008-2009
| №  | Nr | Tytuł                            | Tytuł polski            | Reżyseria          | Scenariusz                                          | Premiera             | Premiera w Polsce |
| -- | -- | -------------------------------- | ----------------------- | ------------------ | --------------------------------------------------- | -------------------- | ----------------- |
| 1  | 1  | We're Not in Kansas Anymore      | To nie jest Kansas      | Mark Piznarski     | Rob Thomas, Gabe Sachs, Jeff Juda                   | 2 września 2008      | 13 kwietnia 2009  |
| 2  | 2  | The Jet Set                      | Randka marzeń           | Wendey Stanzler    | Gabe Sachs, Jeff Judah                              | 2 września 2008      | 13 kwietnia 2009  |
| 3  | 3  | Lucky Strike                     | Rodzinne wyjście        | Mark Piznarski     | Jill Gordon                                         | 9 września 2008      | 20 kwietnia 2009  |
| 4  | 4  | The Bubble                       | Zamknięty krąg          | Sarah Pia Anderson | Dailyn Rodriguez                                    | 16 września 2008     | 20 kwietnia 2009  |
| 5  | 5  | Wide Awake and Dreaming          | Marzenie i przebudzenie | Paul Lazarus       | Sean Reycraft                                       | 23 września 2008     | 27 kwietnia 2009  |
| 6  | 6  | Model Behavior                   | Wzorowe zachowanie      | J. Miller Tobin    | Jason Ning                                          | 30 września 2008     | 27 kwietnia 2009  |
| 7  | 7  | Hollywood Forever                | Hollywood Forever       | Norman Buckley     | Caprice Crane                                       | 7 października 2008  | 4 maja 2009       |
| 8  | 8  | There’s No Place Like Homecoming | Powrót do domu          | Tony Wharmby       | Darlene Hunt                                        | 28 października 2008 | 4 maja 2009       |
| 9  | 9  | Secrets and Lies                 | Sekrety i kłamstwa      | Nick Marck         | Dailyn Rodriguez                                    | 4 listopada 2008     | 11 maja 2009      |
| 10 | 10 | Games People Play                | Świat intryg            | Wendey Stanzler    | Kristin Long                                        | 11 listopada 2008    | 11 maja 2009      |
| 11 | 11 | That Which We Destroy            | Zerwane więzi           | Melanie Mayron     | Allison Schroeder, Caprice Crane                    | 18 listopada 2008    | 18 maja 2009      |
| 12 | 12 | Hello, Goodbye, Amen             | Odkrycia i zwierzenia   | Stuart Gillard     | Jennifer Cecil                                      | 6 stycznia 2009      | 18 maja 2009      |
| 13 | 13 | Love Me or Leave Me              | Kochaj albo rzuć        | Wendey Stanzler    | Paul Sciarrotta                                     | 13 stycznia 2009     | 25 maja 2009      |
| 14 | 14 | By Accident                      | Pierwsze niepowodzenia  | Michael Grossman   | Michael Sonnenschein                                | 20 stycznia 2009     | 25 maja 2009      |
| 15 | 15 | Help Me, Rhonda                  | Rhonda                  | Liz Friedlander    | Jason Ning                                          | 3 lutego 2009        | 1 czerwca 2009    |
| 16 | 16 | Of Heartbreaks and Hotels        | Złamane serca i hotele  | Miller Tobin       | Sean Reycraft                                       | 10 lutego 2009       | 1 czerwca 2009    |
| 17 | 17 | Life's a Drag                    | Brzemię życia           | Wendey Stanzler    | Caprice Crane                                       | 31 marca 2009        | 8 czerwca 2009    |
| 18 | 18 | Off The Rails                    | Utrata kontroli         | Jason Priestley    | Steve Hanna                                         | 7 kwietnia 2009      | 8 czerwca 2009    |
| 19 | 19 | Okaeri, Donna !                  | Powrót Donny            | Stuart Gillard     | Jennie Snyder Urman, Rebecca Rand Kirshner Sinclair | 14 kwietnia 2009     | 15 czerwca 2009   |
| 20 | 20 | Between a Sign and a Hard Place  | Bolesny dylemat         | Rob Estes          | Jennie Snyder Urman, Rebecca Rand Kirshner Sinclair | 21 kwietnia 2009     | 15 czerwca 2009   |
| 21 | 21 | The Dionysian Debacle            | Trudne wyznania         | Jamie Babbit       | Jennie Snyder Urman                                 | 28 kwietnia 2009     | 22 czerwca 2009   |
| 22 | 22 | The Party's Over                 | Koniec zabawy           | Melanie Mayron     | Jennifer Cecil                                      | 5 maja 2009          | 22 czerwca 2009   |
| 23 | 23 | Zero Tolerance                   | Rewanż                  | Nick Marck         | Gayle Abrams & Jennie Snyder                        | 12 maja 2009         | 29 czerwca 2009   |
| 24 | 24 | One Party Can Ruin Your Summer   | Burzliwy początek lata  | Wendey Stanzler    | Rebecca Rand Kirshner Sinclair                      | 19 maja 2009         | 29 czerwca 2009   |

## Seria 2: 2009-2010
| №  | Nr | Tytuł                             | Tytuł polski            | Reżyseria         | Scenariusz                             | Premiera             | Premiera w Polsce |
| -- | -- | --------------------------------- | ----------------------- | ----------------- | -------------------------------------- | -------------------- | ----------------- |
| 25 | 1  | To New Beginnings                 | Nowe początki           | Stuart Gillard    | Rebecca Sinclair                       | 9 września 2009      | 23 kwietnia 2010  |
| 26 | 2  | To Sext or not to Sext            | Nagie zdjęcie           | Tony Wharmby      | Jennie Snyder Urman                    | 15 września 2009     | 23 kwietnia 2010  |
| 27 | 3  | Sit Down, You're Rocking the Boat | Impreza na jachcie      | Janice Cooke      | Mark Driscoll                          | 22 września 2009     | 30 kwietnia 2010  |
| 28 | 4  | The Porn King                     | Król porno              | James L. Conway   | Maria Maggenti & Jordan Budde          | 29 września 2009     | 30 kwietnia 2010  |
| 29 | 5  | Environmental Hazards             | Podwójna randka         | Jamie Babbitt     | Padma L. Atluri & Jennie Snyder Urman  | 6 października 2009  | 7 maja 2010       |
| 30 | 6  | Wild Alaskan Salmon               | Niebezpieczne związki   | Liz Friedlander   | Mark Driscoll                          | 13 października 2009 | 7 maja 2010       |
| 31 | 7  | Unmasked                          | Zaskakujące zwierzenia  | Miller Tobin      | Jennie Snyder Urman                    | 20 października 2009 | 14 maja 2010      |
| 32 | 8  | Women’s Intuition                 | Kobieca intuicja        | Stuart Gillard    | Rebecca Sinclair                       | 3 listopada 2009     | 14 maja 2010      |
| 33 | 9  | A Trip to the Moon                | Aż do gwiazd            | Rick Rosenthal    | Paul Sciarotta & Jennie Snyder Urman   | 10 listopada 2009    | 21 maja 2010      |
| 34 | 10 | To Thine Own Self Be True         | Niepohamowany gniew     | Mike Listo        | Ben Dougan                             | 17 listopada 2009    | 21 maja 2010      |
| 35 | 11 | And Away They Go                  | Wielki wyścig           | Harry Sinclair    | Rebecca Sinclair & Natalie Krinsky     | 1 grudnia 2009       | 28 maja 2010      |
| 36 | 12 | Winter Wonderland                 | Zimowy taniec           | David Warren      | Jennie Snyder Urman                    | 8 grudnia 2009       | 28 maja 2010      |
| 37 | 13 | Rats and heroes                   | Szczury i bohaterowie   | Stuart Gillard    | Mark Driscoll & Padma L. Atluri        | 9 marca 2010         | 4 czerwca 2010    |
| 38 | 14 | Girl fight                        | Walki kobiet            | Fred Gerber       | Rebecca Sinclair & Jennie Snyder Urman | 16 marca 2010        | 4 czerwca 2010    |
| 39 | 15 | What's Past in Prologue           | Przeszłość i przyszłość | Norman Buckley    | Daniel Arkin                           | 23 marca 2010        | 11 czerwca 2010   |
| 40 | 16 | Clark Raving Mad                  | Poza kontrolą           | Stuart Gillard    | Tod Himmel                             | 30 marca 2010        | 11 czerwca 2010   |
| 41 | 17 | Sweaty Palms and Weak Knees       | Podwójna randka         | Krishna Rao       | Ben Dougan                             | 6 kwietnia 2010      | 18 czerwca 2010   |
| 42 | 18 | Another Another Chance            | Jeszcze jedna szansa    | Millicent Shelton | Scott Weinger                          | 13 kwietnia 2010     | 18 czerwca 2010   |
| 43 | 19 | Multiple Choices                  | Życiowe wybory          | Liz Friedlander   | Paul Sciarrotta                        | 27 kwietnia 2010     | 25 czerwca 2010   |
| 44 | 20 | Meet The Parent                   | Spotkanie z rodzicami   | Stuart Gillard    | Jessica Chaffin                        | 4 maja 2010          | 25 czerwca 2010   |
| 45 | 21 | Javianna                          | Javianna                | James L. Conway   | Jennie Snyder Urman                    | 11 maja 2010         | 2 lipca 2010      |
| 46 | 22 | Confessions                       | Wyznania                | Rebecca Sinclair  | Rebecca Sinclair                       | 18 maja 2010         | 2 lipca 2010      |

## Seria 3: 2010-2011
| №  | Nr | Tytuł                               | Tytuł polski          | Reżyseria         | Scenariusz                                            | Premiera             | Premiera w Polsce |
| -- | -- | ----------------------------------- | --------------------- | ----------------- | ----------------------------------------------------- | -------------------- | ----------------- |
| 47 | 1  | Senior Year, Baby                   | Ten ostatni rok       | Stuart Gillard    | Jennie Snyder Urman                                   | 13 września 2010     | 9 stycznia 2012   |
| 48 | 2  | Age of Inheritance                  | Imprezowa noc         | Liz Friedlander   | Padma L. Atluri                                       | 20 września 2010     | 9 stycznia 2012   |
| 49 | 3  | 2021 Vision                         | Wizja przyszłości     | Millicent Shelton | Tod Himmel                                            | 27 września 2010     | 16 stycznia 2012  |
| 50 | 4  | The Bachelors                       | Aukcja                | David Warren      | David S. Rosenthal                                    | 4 października 2010  | 16 stycznia 2012  |
| 51 | 5  | Catch Me If You Cannon              | Plan działania        | Jim Conway        | Terrence Coli                                         | 11 października 2010 | 23 stycznia 2012  |
| 52 | 6  | How Much Is That Liam in the Window | Model w oknie         | Stuart Gillard    | David S. Rosenthal & Jennie Snyder Urman              | 25 października 2010 | 23 stycznia 2012  |
| 53 | 7  | I See London, I See France...       | Bolesna prawda        | Krishna Rao       | Scott Weinger                                         | 1 listopada 2010     | 30 stycznia 2012  |
| 54 | 8  | Mother Dearest                      | Najdroższa mamusia    | Oz Scott          | Paul Sciarrotta                                       | 8 listopada 2010     | 30 stycznia 2012  |
| 55 | 9  | They're Playing Her Song            | Ulubiona piosenka     | Rob Hardy         | Jennie Snyder Urman & Jenny Lamia                     | 15 listopada 2008    | 6 lutego 2012     |
| 56 | 10 | Best Lei'd Plans                    | Randka idealna        | David Warren      | David Rosenthal & Deborah Schoeneman                  | 29 listopada 2010    | 6 lutego 2012     |
| 57 | 11 | Holiday Madness                     | Świąteczne szaleństwo | Dennis Smith      | Rebecca Sinclair                                      | 6 grudnia 2010       | 13 lutego 2012    |
| 58 | 12 | Liars                               | Kłamcy                | Stuart Gillard    | Tod Himmel                                            | 24 stycznia 2011     | 13 lutego 2012    |
| 59 | 13 | It's Getting Hot in Here            | Coraz goręcej...      | Liz Friedlander   | David S. Rosenthal                                    | 31 stycznia 2011     | 20 lutego 2012    |
| 60 | 14 | All About a Boy                     | Wszystko o nim        | Harry Sinclair    | Paul Sciarrotta                                       | 7 lutego 2011        | 20 lutego 2012    |
| 61 | 15 | Revenge with the Ner                | Plan zemsty           | Millicent Shelton | Paul Terrence Coli                                    | 14 lutego 2011       | 27 lutego 2012    |
| 62 | 16 | It's High Time                      | Najwyższy czas        | Krishna Rao       | Padma Alturi                                          | 21 lutego 2011       | 27 lutego 2012    |
| 63 | 17 | Blue Naomi                          | Niebieska Naomi       | Elizabeth Allen   | David S. Rosenthal                                    | 28 lutego 2011       | 5 marca 2012      |
| 64 | 18 | The Enchanted Donkey                | W Meksyku             | David Paymer      | Rebecca Sinclair & Rebecca Sinclair & Paul Sciarrotta | 18 kwietnia 2011     | 5 marca 2012      |
| 65 | 19 | Nerdy Little Secrets                | Małe sekrety          | Harry Sinclair    | David Rosenberg                                       | 25 kwietnia 2011     | 12 marca 2012     |
| 66 | 20 | Women on the Verge                  | Kobieta na krawędzi   | Stuart Gillard    | Scott Weinger & Jenna Lamia                           | 2 maja 2011          | 12 marca 2012     |
| 67 | 21 | The Prom Before the Storm           | Bal przed burzą       | Mike Listo        | David Rosenthal & Terrence Coli                       | 9 maja 2011          | 19 marca 2012     |
| 68 | 22 | To the Future!                      | Za przyszłość!        | Rebecca Sinclair  | Rebecca Sinclair & Paul Sciarotta                     | 16 maja 2011         | 19 marca 2012     |

## Seria 4: 2011-2012
| №  | Nr | Tytuł                                  | Tytuł polski                | Reżyseria         | Scenariusz                  | Premiera             | Premiera w Polsce    |
| -- | -- | -------------------------------------- | --------------------------- | ----------------- | --------------------------- | -------------------- | -------------------- |
| 69 | 1  | Up in the Smoke                        | Poszło z dymem              | Elizabeth Allen   | Patti Carr & Lara Olsen     | 13 września 2011     | 30 lipca 2012        |
| 70 | 2  | Rush Hour                              | Godziny szczytu             | Elizabeth Allen   | Terence Coli                | 20 września 2011     | 30 lipca 2012        |
| 71 | 3  | Greek Tragedy                          | Grecka tragedia             | Rob Hardy         | Paul Sciarrotta             | 27 września 2011     | 6 sierpnia 2012      |
| 72 | 4  | Let the Games Begin                    | Początek gry                | Millicent Shelton | Jenna Lamia                 | 4 października 2011  | 6 sierpnia 2012      |
| 73 | 5  | Party Politics                         | Polityka partii             | Cherie Nowlan     | Marjorie David              | 11 października 2011 | 13 sierpnia 2012     |
| 74 | 6  | Benefit of the Doubt                   | Korzyści z wątpliwości      | James L. Conway   | Liz Phang                   | 18 października 2011 | 13 sierpnia 2012     |
| 75 | 7  | It's the Great Masquerade, Naomi Clark | Maskarada                   | David Warren      | Brian Dawson                | 1 listopada 2011     | 20 sierpnia 2012     |
| 76 | 8  | Vegas, Maybe?                          | Może Vegas?                 | Stuart Gillard    | Scott Weinger               | 8 listopada 2011     | 20 sierpnia 2012     |
| 77 | 9  | A Thousand Words                       | Tysiąc słów                 | Millicent Shelton | Chris Atwood                | 15 listopada 2011    | 27 sierpnia 2012     |
| 78 | 10 | Smoked Turkey                          | Wędzony indyk               | Jerry Levine      | Miriam Trogdon              | 22 listopada 2011    | 27 sierpnia 2012     |
| 79 | 11 | Project Runaway                        | Projekt ucieczka            | Harry Sinclair    | Allen Clary                 | 29 listopada 2011    | 4 września 2012      |
| 80 | 12 | O Holly Night                          | Święta noc                  | Stuart Gillard    | Paul Sciarrotta             | 6 grudnia 2011       | 4 września 2012      |
| 81 | 13 | Should Old Acquaintance Be Forgot?     | Stary znajomy               | Cherie Nowlan     | Jenna Lamia                 | 17 stycznia 2012     | 10 września 2012     |
| 82 | 14 | Mama Can You Hear Me?                  | Mamo, słyszysz mnie?        | Stuart Gillard    | Scott Weinger               | 24 stycznia 2012     | 10 września 2012     |
| 83 | 15 | Trust, Truth and Traffic               | Zaufanie, prawda i ruch     | Bethany Rooney    | Marjorie David              | 31 stycznia 2012     | 17 września 2012     |
| 84 | 16 | No Good Deed                           | Niedobry uczynek            | Stuart Gillard    | Chris Atwood                | 7 lutego 2012        | 17 września 2012     |
| 85 | 17 | Babes in Toyland                       | W krainie zabawek           | Michael Zinberg   | Liz Phang                   | 6 marca 2012         | 24 września 2012     |
| 86 | 18 | Blood Is Thicker Than Mud              | Krew jest gęstsza niż błoto | Stuart Gillard    | Paul Sciarrotta             | 13 marca 2012        | 24 września 2012     |
| 87 | 19 | The Heart Will Go On                   | Serce pójdzie naprzód       | Matthew Diamond   | Patti Carr                  | 20 marca 2012        | 1 października 2012  |
| 88 | 20 | Blue Ivy                               | Smutna Ivy                  | Stuart Gillard    | Terrence Coli               | 27 marca 2012        | 1 października 2012  |
| 89 | 21 | Bride and Prejudice                    | Panna młoda i uprzedzenie   | Sanaa Hamri       | William H. Brown            | 24 kwietnia 2012     | 8 października 2012  |
| 90 | 22 | Tis Pity                               | Litość                      | Harry Sinclair    | Scott Weinger               | 1 maja 2012          | 8 października 2012  |
| 91 | 23 | A Tale of Two Parties                  | Opowieść o dwóch imprezach  | Rob Hardy         | Terrence Coli & Jenna Lamia | 8 maja 2012          | 15 października 2012 |
| 92 | 24 | Forever Hold Your Peace                | Dzień ślubu                 | Harry Sinclair    | Lara Olsen                  | 15 maja 2012         | 15 października 2012 |

## Seria 5: 2012-2013
| №   | Nr | Tytuł                                         | Tytuł polski                 | Reżyseria        | Scenariusz                       | Premiera             | Premiera w Polsce |
| --- | -- | --------------------------------------------- | ---------------------------- | ---------------- | -------------------------------- | -------------------- | ----------------- |
| 93  | 1  | Till Death Do Us Part                         | Póki śmierć nas nie rozłączy | Stuart Gillard   | Patti Carr                       | 8 października 2012  | nieemitowany      |
| 94  | 2  | The Sea Change                                | Przemiana                    | Bethany Rooney   | Lara Olsen                       | 15 października 2012 | nieemitowany      |
| 95  | 3  | It’s All Fun and Games                        | To wszystko gry i zabawy     | Cherie Nowlan    | Brian Dawson                     | 22 października 2012 | nieemitowany      |
| 96  | 4  | Into the Wild                                 | Ku wolności                  | Hanell Culpepper | Chris Atwood                     | 5 listopada 2012     | nieemitowany      |
| 97  | 5  | Hate 2 Love                                   | Nienawiść wobec miłości      | Sanaa Hamri      | Mike Chessler & Chris Alberghini | 12 listopada 2012    | nieemitowany      |
| 98  | 6  | The Con                                       | Con                          | Harry Sinclair   | Terrence Coli                    | 19 listopada 2012    | nieemitowany      |
| 99  | 7  | 99 Problems                                   | 99 problemów                 | Harry Sinclair   | Scott Weinger                    | 26 listopada 2012    | nieemitowany      |
| 100 | 8  | 902-100                                       | 902-100                      | Harry Sinclair   | Terrence Coli                    | 3 grudnia 2012       | nieemitowany      |
| 101 | 9  | The Things We Do for Love                     | Rzeczy robione z miłości     | Matthew Diamond  | Marjorie David                   | 10 grudnia 2012      | nieemitowany      |
| 102 | 10 | Misery Loves Company                          | Nieszczęścia chodzą parami   | Anton Cropper    | Allen Clary                      | 21 stycznia 2013     | nieemitowany      |
| 103 | 11 | We’re Not Not in Kansas Anymore               | Nie jesteśmy już w Kansas    | Cherie Nowlan    | Liz Phang                        | 28 stycznia 2013     | nieemitowany      |
| 104 | 12 | Here Comes Honey Bye Bye                      | Pa pa kochanie               | Stuart Gillard   | Liz Sczudlo                      | 4 lutego 2013        | nieemitowany      |
| 105 | 13 | realness                                      | Rzeczywistość                | Mike Listo       | Chris Alberghini & Mike Chessler | 11 lutego 2013       | nieemitowany      |
| 106 | 14 | Brother From Another Mother                   | Brat z innej matki           | Benny Boom       | Chris Atwood                     | 18 lutego 2013       | nieemitowany      |
| 107 | 15 | Strange Brew                                  | Obcy gatunek                 | Bethany Rooney   | Brian Dawson                     | 25 lutego 2013       | nieemitowany      |
| 108 | 16 | Life’s a Beach                                | Życie to plaża               | Michael Zinberg  | Bill Brown                       | 4 marca 2013         | nieemitowany      |
| 109 | 17 | Dude, Where’s My Husband?                     | Koleś, gdzie jest mój mąż?   | Matthew Diamond  | Liz Phang                        | 11 marca 2013        | nieemitowany      |
| 110 | 18 | A Portrait of the Artist As a Young Call Girl | Młoda dziewczyna na telefon  | Bethany Rooney   | Scott Weinger                    | 15 kwietnia 2013     | nieemitowany      |
| 111 | 19 | The Empire State Strikes Back                 | Empire State kontratakuje    | Stuart Gillard   | Scott Weinger                    | 22 kwietnia 2013     | nieemitowany      |
| 112 | 20 | You Can’t Win Em All                          | Nie można wygrać wszystkiego | Michael Zinberg  | Patti Carr                       | 29 kwietnia 2013     | nieemitowany      |
| 113 | 21 | Scandal Royale                                | Skandal                      | David Warren     | Terrence Coli & Paul Sciarrotta  | 6 maja 2013          | nieemitowany      |
| 114 | 22 | We All Fall Down                              | Wszyscy spadamy              | Harry Sinclair   | Lara Olsen                       | 13 maja 2013         | nieemitowany      |

## Odcinek specjalny: 2013
Odcinek zawiera retrospekcje z produkcji całego serialu zatytułowany „90210 4ever” („90210 na zawsze”). Premierowo wyemitowany został 13 maja 2013 roku, przed finałem 5 sezonu serialu.
| Nr | Tytuł                      | Reżyseria | Premiera     |
| -- | -------------------------- | --------- | ------------ |
| S1 | 90210 4Ever: Retrospective | N/A       | 13 maja 2013 |